# سرايا نيوز
وكالة أنباء سرايا الإخبارية ؛ سرايا نيوز هو موقع وصحيفة عربية على الإنترنت تأسست عام 2007، مقرها في العاصمة الأردنية عمّان.

## الملف الشخصي
هاشم الخالدي هو صاحب الموقع. رئيس التحرير هو طارق أبو عبيد . كانت نسبة القراء في هذا الموقع لعام 2010 بسبة 24% وفقا ل أليكسا إنترنت، مما يجعلها في المرتبة الثالثة لأكثر المواقع تصفحاً في الأردن. وفي دراسة للسوق أجرتها شركة إبسوس في مارس 2012، تبيَّن أن سرايا نيوز كانت من بين أفضل 20 موقعًا تصفحاً في البلد مع اثنين من بوابات الأخبار الأخرى، وهما عمون نيوز و خبرني. أُعتبر الموقع لعام 2012 بالمرتبة الخامس عشر لأكثر الموقع زيارتاً في العالم العربي. و في أبريل 2013 ، أحتل الموقع المركز التاسع الأكثر زيارة في البلاد. كما أظهرت بيانات Alexa في يونيو 2013 أن الموقع كان من بين أكثر المواقع الإخبارية زيارة.

## الحظر
في يونيو 2013 ، تم حظر موقع سرايا من قبل الحكومة مع أكثر من 200 موقع آخر. وكان سبب الحظر هو نشر المطبوعات غير الصحيحة للمواقع الإلكترونية وفقًا لقانون المطبوعات والنشر الجديد. في يناير 2015 ، اعتقلت السلطات الأردنية كل من مالك الصحيفة ورئيس تحريرها بسبب مقال .

## روابط خارجية
- الموقع الرسمي